# Castilleja de Guzmán
Castilleja de Guzmán ist eine Gemeinde in der Provinz Sevilla in Spanien mit 2.863 Einwohnern (Stand: 2024). Sie liegt in der Comarca Metropolitana de Sevilla in Andalusien.

## Geografie
Die Gemeinde grenzt an Camas und Valencina de la Concepción. Sie gehört rechtlich zur Comarca Metropolitana de Sevilla. Trotz der Lage in einer Metropolregion hat sie einen eher ländlichen Charakter.

## Geschichte
Die Gemeinde geht auf die Römerzeit zurück und erlangte erstmals in der Zeit von Al-Andalus Bedeutung. Nach der christlichen Rückeroberung ging sie an den Orden des heiligen Jakob vom Schwert und später an den Grafen von Olivares. Seit dem 16. Jahrhundert ist sie als Gemeinde belegt.

## Wirtschaft
Die Gegend wird von der Landwirtschaft geprägt. Angebaut werden Oliven und Getreide.

## Sehenswürdigkeiten
- Hacienda de la Pastora
- Palast der Grafen von Castilleja
- Kirche San Benito

## Persönlichkeiten
- Carlos Fernández (* 1996), Fußballspieler